# Antônia Melo

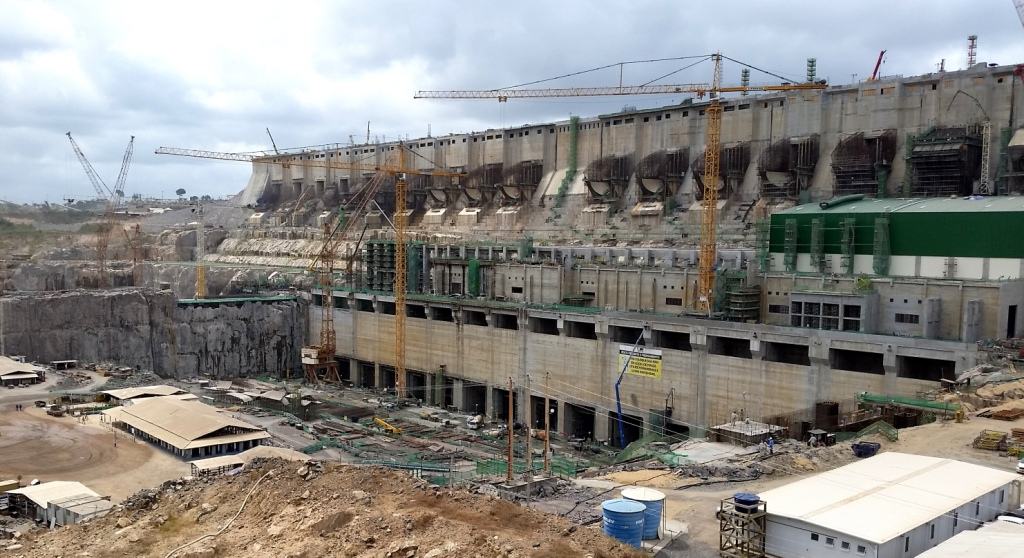
Represa Belo Monte en construcción en septiembre de 2015.

Antônia Melo da Silva (Piripiri, Brasil, 1949) es una activista brasileña de derechos humanos y medioambientales. En 2017, recibió el Premio de la Fundación Alexander Soros por Activismo Ambiental y de Derechos Humanos por liderar campañas contra la construcción de la represa de Belo Monte y otros proyectos perjudiciales para el medio ambiente en la selva amazónica.

## Biografía
Nacida en Piripiri, Piauí, en 1949, Antônia Melo da Silva fue criada por padres campesinos que le enseñaron la importancia de luchar por sus tierras y sus derechos. En 1953, ella y su familia se mudaron a Altamira, Pará, y se establecieron en Conceição do Araguaia, a orillas del río Xingu, donde sus padres regentaron una granja. En 1959, asistió a una escuela religiosa y luego se preparó para ser maestra.
En 1970, se casó y se mudó a una casa en Altamira donde crio a una familia de cuatro hijos mientras trabajaba como maestra. Desde finales de la década de 1980, se convirtió en activista en organizaciones fundadas para proteger los derechos de los pueblos indígenas que viven en el área, en particular haciendo campaña contra la construcción de la represa de Belo Monte. En mayo de 2008, fue cofundadora del Movimento Xingu Vivo Para Semper, Movimiento Xingú Vivo para Siempre, que luchó contra la construcción de la presa y el proyecto hidroeléctrico relacionado. A lo largo de los años, el movimiento combinó organizaciones sociales y ambientales con comunidades a lo largo del río, incluidos pescadores, trabajadores agrícolas, habitantes de ciudades, pueblos nativos y organizaciones religiosas y de mujeres. 
A pesar de su campaña, la represa de Belo Monte fue construida y Melo tuvo que mudarse de su casa. Pero desde entonces se ha involucrado en muchos movimientos similares y hasta ahora ha podido contrarrestar los planes para la construcción de una gran presa en el río Tapajós. Al honrar a Antônia Melo con el Premio de la Fundación, Alexander Soros comentó: "Ella es una de las heroínas del movimiento ambiental y de derechos humanos, y no puedo pensar en nadie que merezca el Premio de la Fundación Alexander Soros más que ella".